# Gramática del finés
Este artículo trata en detalle la gramática del finés estándar (es decir, el lenguaje escrito y el que puede escucharse en los medios). Para una visión más global ver idioma finés.

## Comparación con el español
- El finés no pertenece a la gran familia de lenguas indoeuropeas, sino que está emparentado con el idioma estonio y más remotamente con el idioma húngaro y otros lenguajes hablados en Rusia.
- Se trata de un idioma sin:
  - Futuro (tiempo)
  - Género
  - Artículos
  - Gerundio
  - El verbo "tener"
  - Nuestro matiz ser / estar
- Pero con:
  - Fonología:
    - Armonía vocálica
    - Fonemas largos y cortos (doblando la letra en cuestión)
    - Acento siempre en la primera sílaba
    - Alternancia consonántica y vocálica
    - Un reducido número de consonantes (13)
    - Una marcada diferencia entre el lenguaje escrito y el hablado, con variaciones fonéticas y gramaticales mayores que las que puedan existir entre distintos dialectos del español

  - Gramática:
    - Aglutinante
    - Preferencia por las postposiciones frente a las preposiciones
    - 15 casos
    - Sistema verbal:
      - 4 infinitivos, declinables además
      - Verbo negativo (ei)
      - Una voz pasiva frecuentemente usada

    - Clíticos (-ko, -kin, etc)
    - Sufijos posesivos
    - Uso del partitivo singular en vez de nominativo plural tras número (>1) o expresión de cantidad

## Notación
- V: una vocal idéntica a la precedente
- @: cualquier vocal
- A: vocal corta
- AA: vocal larga
- Ai: diptongo terminado en i
- 1 / 2 / 3: primera / segunda / tercera personal del singular
- 11 / 22 / 33: primera / segunda / tercera personal del plural

## Fonología

### Abecedario
a (b) (c) d e (f) g h i j k l m n o p (q) r s t u v (w) (x) y (z) ä ö
Las letras entre paréntesis sólo aparecen en palabras extranjeras.
y es en realidad una vocal, la contrapartida armónica de u. La misma relación existe entre a / ä y entre o / ö.

### Diptongos
- Terminados en i: äi, ui, ai, oi, öi, yi
- Terminados en u: au, ou, eu, iu
- Terminados en y: äy, öy
- Resto: ie, yö, uo

### Armonía vocálica
La mayoría de sufijos con vocal vienen en parejas posterior / anterior, por ejemplo el inesivo: ssa / ssä, la tercera persona del plural vat / vät, el "privativo" ton / tön, etc. Hay que usar el posterior si la palabra a flexionar contiene una o más vocales posteriores (auto|ssa) y el anterior en caso contrario (tähde|tön:sin estrellas). La e y la i vienen a ser comodines. Normalmente los sufijos con estas vocales no tienen pareja, por ejemplo el alativo lle, el comitativo ine o el translativo ksi. En estos casos la elección es simple.

### Fonemas largos y cortos
La grafía duplica (aa, nn, etc) los fonemas largos ya sean estos vocálicos o consonánticos.

### Tipos radicales
Las palabras finesas suelen experimentar al flexionarse y derivarse una serie de cambios que dificultan su reconocimiento. Por ejemplo, en el caso de los sustantivos, partiendo del nominativo singular, la forma de citación de los diccionarios, ciertas raíces con determinados finales (-si, -i, -e, -nen, -s, etc) ya experimentan un primer cambio previo a la flexión y después dependiendo del sufijo éstas pueden sufrir cambios vocálicos y / o consonánticos adicionales.
Ejemplo: agua:vesi: > vete + plural i > vet|i + inesivo ssä > ves|i|ssä: en las aguas
Los sufijos que suelen disparan el cambio consonántico constan o bien de una única consonante o bien empiezan por dos:
- Sustantivos / Adjetivos: nominativo plural t, genitivo singular n y plural den / tten, inesivo ssa /ssä, elativo sta / stä, adesivo lla / llä, ablativo lta / ltä, alativo lle, translativo ksi, instructivo n
- Verbos: 1 n, 2 t, 11 mme, 22 tte.

Excepciones:
- Los siguientes sufijos comprimen a pesar de no encajar con la descripción: "sin" ton / tön, superlativo in.
- Y los sufijos posesivos de 3 y 33 nsa / nsä, 11 mme y 22 nne no lo hacen a pesar de encajar.

Las combinaciones de consonantes a modificar puede verse en alternancia consonántica.
Además para que el cambio tenga lugar, entre las consonantes y el sufijo tiene que haber exclusivamente una vocal corta o diptongo.
Los sufijos que disparan el cambio vocálico son el pasado i, el condicional isi, el plural i y el superlativo in.
Normalmente el partitivo se deriva del nominativo y el resto de casos, sufijos posesivos y el plural lo hacen de la raíz flexiva, pero como muestra la siguiente tabla hay todo tipo de casos, desde primero invariable, al último donde las cuatro raíces difieren.
| A                   | B                           | C                   | D         |
| Nominativo singular | Raíz flexiva singular       | Raíz flexiva plural | Partitivo |
| ------------------- | --------------------------- | ------------------- | --------- |
| -i                  | = A                         | = B                 | = A       |
| -e                  | = descomprimir (A) + e      | = B                 | = A       |
| -in                 | = A – in + ime              | = B                 | = A       |
| -tön/-ton           | = A – tön/ton + tomma/tömma | = B                 | = A       |
| -el/-en             | = A + e                     | = B                 | = A       |
| -t                  | = A + t + e                 | = B                 | = A       |
| -s                  | = A – s + kse               | = B                 | = A       |
| -@s                 | = descomprimir (A) – s + V  | = B                 | = A       |
|                     |                             |                     |           |
| -i                  | = A - i + e                 | = B                 | = B       |
| -i                  | = A - i + e                 | = B                 | = B – e   |
| -si                 | = A – si + te               | = B                 | = B – e   |
| -nen                | = A – nen + se              | = B                 | = B - e   |
|                     |                             |                     |           |
| -s                  | = A – s + te                | = A – s + ks        | = B - e   |

### Alternancia (o compresión) consonántica
A continuación se indican las reglas y los tipos.

#### Reglas
Al sufijar palabras (por ejemplo al declinar sustantivos y adjetivos, conjugar verbos, derivar nuevas palabras), ciertas combinaciones de consonantes en la última sílaba pueden experimentar cambios. Únicamente los sufijos formados por una simple consonante (p.ej. genitivo –n) o aquellos que empiezan con dos (p.ej. inesivo -ssa / -ssä) provocan el cambio. Sin embargo, no cualquier sufijo que encaje con esta descripción "comprime" la(s) consonante(s). Los sufijos posesivos (p.ej. –mme) son excepción, como lo es el sufijo "privativo" –ton /-tön tähti > tähde|tön que a simple vista no debería provocar cambio alguno. Además, entre la(s) consonante(s) a comprimir y el sufijo tiene que haber obligatoriamente una vocal corta o un diptongo. Vocales largas evitan el cambio. La siguiente tabla presenta los 16 tipos de cambio.

#### Tipos
|                     | Cuantitativos                                                                               |
| ------------------- | ------------------------------------------------------------------------------------------- |
| kk > k              | lugar:paikka > paika\|n, aallokko > aalloko\|n, cabaña:mökki                                |
| pp > p              | caseta:koppi > kopi\|n, truco:temppu > tempun, teoría:oppi, botón:nappi                     |
| tt > t              | hembra:narttu, netto, unión:liitto, encuadernado:nidottu                                    |
|                     | Cualitativos                                                                                |
| nk > ng             | Helsinki > Helsingi\|ssä, zapato:kenkä > kengä\|t                                           |
| uku > uvu yky > yvy | vestido:puku > puvu\|n, número:luku > luvu\|lla                                             |
| k > -               | magia:taika > taia\|n, hombro:olka > ola\|lla:a hombros                                     |
| lke > lje           | claro:selkeä > seljetä:aclarar, pisar:polkea > polj\|in:pedal                               |
| rke > rje           | razón:järki > järke > järje\|tön:irracional                                                 |
| hke > hje           | valiente:rohkea > rohjeta:osar                                                              |
|                     |                                                                                             |
| mp > mm             | kumpi, amor:lempi > lemme\|n-juoma, diente:hammas > hampaa\|sta                             |
| p > v               | modo:tapa > tava\|n, descanso:lepo > levo, permiso:lupa > luvan                             |
|                     |                                                                                             |
| @t > @d             | calle:katu > kadu\|n, grito:huuto, brujo:noita auto > auto\|n                               |
| ht > hd             | voluntad:tahto > tahdo\|sta, estrella:tähti > tähde\|tön                                    |
| rt > rr             | entender:ymmärtä\|ä > ymmärrä\|n, peldaño:porras > porta\|i\|ta, contar:kerto\|a > kerro\|n |
| nt > nn             | pecho:rinta > rinna\|n, sentirse:tuntu\|a > tunnu\|n                                        |
| lt > ll             | tarde:ilta > illa\|n, puente:silta > silla\|t                                               |

### Alternancia vocálica
A continuación se indican las reglas y los tipos.

#### Reglas
Aparte de la alternancia consonántica, ciertos sufijos provocan cambios vocálicos. Son, en verbos, la marca del condicional –isi y del pretérito –i y en sustantivos, el plural –i y el superlativo –in. La siguiente tabla ilustra la transformación.

#### Tipos
|    | Verbos                   | Verbos                                                            | Sustantivos                                                       | Sustantivos     |
|    | Condicional –isi         | Pasado –i                                                         | Plural –i                                                         | Superlativo –in |
| -- | ------------------------ | ----------------------------------------------------------------- | ----------------------------------------------------------------- | --------------- |
| i  | -                        | -                                                                 | e                                                                 | e               |
| ä  | ä                        | -                                                                 | -                                                                 | -               |
| a  | a                        | ¿Bisilábica? - Si: - ¿Anterior o / u? - Si: - - No: o - No: o / - | ¿Bisilábica? - Si: - ¿Anterior o / u? - Si: - - No: o - No: o / - | -               |
| AA | A                        | A                                                                 | A árbol:puu > pu\|i\|n                                            | A               |
| ie | e                        | e                                                                 | e camino:tie > te\|i\|n                                           | e               |
| uo | o                        | o beber:juo\|da > jo\|i\|n                                        | o ciénaga:suo > so\|i\|n                                          | o               |
| yö | ö comer:syö > sö\|isi\|n | ö comer:syö > sö\|i\|n                                            | ö noche:yö > ö\|i\|n                                              | ö               |
| Ai | A                        | A                                                                 | A                                                                 | A               |
| e  | -                        | -                                                                 | -                                                                 | -               |

## Morfología

### Casos
Cuadro sinóptico
|             | Singular                | Plural | Plural        |
| ----------- | ----------------------- | ------ | ------------- |
| Nominativo  | -                       | t      | t             |
| Partitivo   | a / ä ta / tä tta / ttä | i +    | a / ä ta / tä |
| Genitivo    | n                       | i +    | den tten      |
| Inesivo     | ssa / ssä               | i +    | singular      |
| Elativo     | sta / stä               | i +    | singular      |
| Ilativo     | Vn hVn seen siin        | i +    |               |
| Adesivo     | lla / llä               | i +    | singular      |
| Ablativo    | lta / ltä               | i +    | singular      |
| Alativo     | lle                     | i +    | singular      |
| Esivo       | na / nä                 | i +    | singular      |
| Translativo | ksi                     | i +    | singular      |
| Abesivo     | tta / ttä               | i +    | singular      |
| Instructivo | n                       | i +    | singular      |
| Comitativo  | ine                     | =      | =             |

#### Plural
El plural del nominativo y acusativo es –t (puu|t), para el resto de casos es –i (puu > pu|i|n:con los árboles) que como ya se ha discutido modifica la(s) vocal(es) final(es).

### Sufijos posesivos
La pertenencia se expresa en finés con ayuda de los sufijos:
| Español          | Genitivo Pronombre Personal | Sustantivo  | (Plural) -t /-i | (Caso) | Sufijo Posesivo | Clítico(s) | Resulta        |
| ---------------- | --------------------------- | ----------- | --------------- | ------ | --------------- | ---------- | -------------- |
| Mi               | (minu\|n)                   | koira:perro | t               |        | -ni             |            | koira\|ni      |
| Tu               | (sinu\|n)                   | kissa:gato  |                 |        | -si             |            | kissa\|si      |
| Su (de él(la))   | häne\|n                     | kirja:libro |                 | sta    | -nsa / -nsä Vn  |            | kirja\|sta\|an |
| Nuestro/a        | (me\|i\|dän)                | talo:casa   | i               | ssa    | -mme            |            | talo\|i\|ssa   |
| Vuestro/a        | (te\|i\|dän)                |             |                 |        | -nne            |            |                |
| Su (de ellos/as) | he\|i\|dän                  |             |                 |        | -nsa / -nsä Vn  |            |                |

### Orden de los sufijos
Los sufijos aparecen en el orden ya visto en el apartado Sufijos posesivos. Primero el plural seguido del caso, sufijo posesivo y clíticos.

### Artículos
El finés no tiene artículos ni definidos ni indefinidos. Este aspecto se expresa con lo posición del sustantivo en la oración y el uso del partitivo o el nominativo. Por ejemplo, los sujetos singulares definidos aparecen al principio, los indefinidos lo hacen al final. El nominativo plural se considera definido. Los nombres divisibles (agua, pan) indefinidos aparecen en partitivo plural y los definidos en nominativo singular.

### Pronombres

#### Pronombres demostrativos
|            | Este/a  | Ese/a Aquel(la) | Eso      | Estos/as | Esos/as Aquellos/as | Esos       |
| ---------- | ------- | --------------- | -------- | -------- | ------------------- | ---------- |
| Nominativo | tä/mä   | tuo             | se       | nä/mä    | nuo                 | ne         |
| Genitivo   | tä/mä/n | tuo/n           | se/n     | nä/i/den | no/i/den            | ni\|i\|den |
| Partitivo  | tä/tä   | tuo/ta          | si\|tä   | nä/i/tä  | no/i/ta             | ni/i/tä    |
| Ilativo    | tä/hän  | tuo/hon         | sii\|hen | nä/i/hin | no/i/hin            | ni/i/hin   |
| Inesivo    | tä/ssä  | tuo/ssa         | sii\|na  | nä/i/ssä | no/i/ssa            | ni/i/ssä   |
| Elativo    | tä/stä  | tuo/sta         | sii\|tä  | nä/i/stä | no/i/sta            | ni/i/stä   |

El resto de casos se forman con las raíces tä-, tuo-, si-, nä/i-, no/i-, ni/i- + sufijo de caso

#### Pronombres personales
| Caso       | Yo        | Tú        | Él/Ella   | Nosotros/as | Vosotros/as | Ellos/as   |
| ---------- | --------- | --------- | --------- | ----------- | ----------- | ---------- |
| Nominativo | minä      | sinä      | hän       | me          | te          | he         |
| Ablativo   | minu\|lta | sinu\|lta | häne\|ltä | me\|i\|ltä  | te\|i\|ltä  | he\|i\|ltä |
| Acusativo  | minu\|t   | sinu\|t   | häne\|t   | me\|i\|dät  | te\|i\|dät  | he\|i\|dät |
| Adesivo    | minu\|lla | sinu\|lla | häne\|llä | me\|i\|llä  | te\|i\|llä  | he\|i\|llä |
| Alativo    | minu\|lle | sinu\|lle | häne\|lle | me\|i\|lle  | te\|i\|lle  | he\|i\|lle |
| Elativo    | minu\|sta | sinu\|sta | häne\|stä | me\|i\|stä  | te\|i\|stä  | he\|i\|stä |
| Genitivo   | minu\|n   | sinu\|n   | häne\|n   | me\|i\|dän  | te\|i\|dän  | he\|i\|dän |
| Ilativo    | minu\|un  | sinu\|un  | häne\|en  | me\|i\|hin  | te\|i\|hin  | he\|i\|hin |
| Inesivo    | minu\|ssa | sinu\|ssa | häne\|ssä | me\|i\|ssä  | te\|i\|ssä  | he\|i\|ssä |
| Partitivo  | minu\|a   | sinu\|a   | hän\|tä   | me\|i\|tä   | te\|i\|tä   | he\|i\|tä  |

### Adjetivos

#### Grado comparativo
FormaciónPartiendo de la raíz flexiva, se cambia la a /ä final de los adjetivos bisilábicos por e, se comprime  la raíz y se añade –mpi. Al declinar esta forma, -mpi cambia a –mpa / -mpä forma susceptible de alternancia vocálica y consonántica.
Ejemplos:
UsoEl término de la comparación se introduce con kuin o bien está en el partitivo.

#### Grado superlativo
FormaciónSe parte de la raíz flexiva. Se comprimen consonantes y vocales y se añade in. Al declinar esta forma, se cambia in por impa / impä, forma que puede sufrir compresión consonántica y vocálica. El partitivo singular sin embargo se forma directamente, añadiendo ta / tä a -in
Ejemplos
Uso

### Numerales
|           | Cardinal                | Partitivo   | Raíz flexiva | Ordinal     | Raíz flexiva |
| --------- | ----------------------- | ----------- | ------------ | ----------- | ------------ |
| 1         | yksi                    | yh\|tä      | yhte-        | ensimmäinen | ensimmäise-  |
| 2         | kaksi                   | kah\|ta     | kahte-       | toinen      | toise-       |
| 3         | kolme                   | kolme\|a    | kolme-       | kolma\|s    | kolma\|nte-  |
| 4         | neljä                   | neljä\|ä    | neljä-       | neljä\|s    | neljä\|nte-  |
| 5         | viisi                   | viit\|tä    | viite-       | viide\|s    | "            |
| 6         | kuusi                   | kuut\|ta    | kuute-       | kuude\|s    | "            |
| 7         | seitsemän               | seitsemä\|ä | seitsemä-    | seitsemä\|s | "            |
| 8         | kahdeksan               | kahdeksa\|a | kahdeksa-    | kahdeksa\|s | "            |
| 9         | yhdeksän                | yhdeksä\|ä  | yhdeksä-     | yhdeksä\|s  | "            |
| 10        | kymmenen                | kymmen\|tä  | kymmene-     | kymmene\|s  | "            |
| 11        | yksi\|tois\|ta          |             |              |             |              |
| 12        | kaksi\|tois\|ta         |             |              |             |              |
| 13        | kolme\|tois\|ta         |             |              |             |              |
| 14        | neljä\|tois\|ta         |             |              |             |              |
| 15        | viisi\|tois\|ta         |             |              |             |              |
| 16        | kuusi\|tois\|ta         |             |              |             |              |
| 17        | seitsemän\|tois\|ta     |             |              |             |              |
| 18        | kahdeksan\|tois\|ta     |             |              |             |              |
| 19        | yhdeksän\|tois\|ta      |             |              |             |              |
| 20        | kaksi\|kymmen\|tä       |             |              |             |              |
| 21        | kaksi\|kymmen\|tä\|yksi |             |              |             |              |
| 30        | kolme\|kymmen\|tä       |             |              |             |              |
| 40        | neljä\|kymmen\|tä       |             |              |             |              |
| 50        | viisi\|kymmen\|tä       |             |              |             |              |
| 60        | kuusi\|kymmen\|tä       |             |              |             |              |
| 70        | seitsemän\|kymmen\|tä   |             |              |             |              |
| 80        | kahdeksan\|kymmen\|tä   |             |              |             |              |
| 90        | yhdeksän\|kymmen\|tä    |             |              |             |              |
| 100       | sata                    |             |              |             |              |
| 200       | kaksi\|sata\|a          |             |              |             |              |
| 1000      | tuhat                   |             |              |             |              |
| 2000      | kaksi\|tuhat\|ta        |             |              |             |              |
| 10.000    | kymmenen\|tuhat\|ta     |             |              |             |              |
| 100.000   | sata\|tuhat\|ta         |             |              |             |              |
| 1.000.000 | miljoona                |             |              |             |              |
| 2.000.000 | kaksi miljoona\|a       |             |              |             |              |

## Verbos

### Infinitivos
Formación
| Ejemplos | Ejemplos       | Ejemplos   | Ejemplos    | Ejemplos    | Ejemplos   | Ejemplos    | Ejemplos    |
| -------- | -------------- | ---------- | ----------- | ----------- | ---------- | ----------- | ----------- |
| 1º       | ilmais\|ta     | ol\|la     | pur\|ra     | men\|nä     | juo\|da    | etsi\|ä     | hoke\|a     |
| 2º       | ilmais\|te     | ol\|le     | pur\|re     | men\|ne     | juo\|de    | etsi\|e     | hoki\|e     |
| 3º       | ilmaise\|ma    | ole\|ma    | pure\|ma    | mene\|mä    | juo\|ma    | etsi\|mä    | hoke\|ma    |
| 4º       | ilmaise\|minen | ole\|minen | pure\|minen | mene\|minen | juo\|minen | etsi\|minen | hoke\|minen |

#### Formación
| Si la raíz del infinitivo termina en: | El infinitivo lo hace en: | Ejemplos: | Y la raíz flexiva se forma:                 | Ejemplos:                                                       |
| ------------------------------------- | ------------------------- | --- | ------------------------------------------- | --------------------------------------------------------------- |
| s                                     | ta / tä                   | suhis\|ta:susurrar juos/ta:correr ilmais/ta:expresar julkais/ta: publicar                                    | añadiendo e a la infinitiva                 | suhise/n juose/t ilmaise/e julkaise/mme                         |
| l                                     | la / lä                   | ol/la: ser / estar ajatel\|la:pensar epäil/lä:dudar estel/lä:impedir kuvitel\|la:imaginar                    | descomprimiendo la infinitiva y añadiendo e | ole/n ajattele/t epäile/vät estele/mme kuvittele/tte            |
| r (2 casos)                           | ra / rä                   | pur/ra:morder sur/ra:lamentar                                                                                | descomprimiendo la infinitiva y añadiendo e | pure\|n sure/t                                                  |
| n (2 casos)                           | na / nä                   | men/nä:ir pan/na:poner                                                                                       | descomprimiendo la infinitiva y añadiendo e | mene\|n pane\|n                                                 |
| diptongo o vocal larga                | da / dä                   | juo/da:beber saa/da:conseguir analysoi/da:analizar arkistoi/da:archivar ennakoi/da:prever                    | copiando la infinitiva                      | juo/n saa/t analysoi arkistoi/mme ennakoi/tte                   |
| vocal corta                           | a / ä                     | paranta/a:mejorar peittä/ä:cubrir pelasta/a:salvar rahasta/a:cobrar sairasta/a:estar enfermo ampu/a:disparar | copiando la infinitiva                      | paranna\|n peitä\|t pelasta/a rahasta/mme sairasta/tte ampu/vat |
| -it                                   | a / ä                     | mainit/a:mencionar merkit/a:marcar: palkit/a:premiar                                                         | añadiendo se a la infinitiva                | mainitse/n merkitse/t: palkitse/e                               |
| -et                                   | a / ä                     | lyhet/ä:acortarse lähet/ä:acercarse lämmet/ä:calentarse                                                      | cambiado la t por ne                        | lyhene/n lähene/t lämpene/e                                     |
| -Vt                                   | a / ä                     | avat\|a:abrir hypät/ä:saltar irrot\|a:soltarse kaivat\|a:desear                                              | cambiando t por a / ä y descomprimiendo     | avaa/n hyppää/t irtoa\|a kaipaa\|mme                            |

#### Declinación
Nominativo
Translativo

### Participio

#### Participio pasado
ActivoSe forma añadiendo nut / nyt a la raíz del infinitivo. La n inicial del participio se asimila a la l, r o s final radical (si la hay). La t final radical se asimila a la n inicial del participio.
Al flexionarlo, cambiar la ut / yt final por ee.
Pasivo
Ejemplos:

#### Participio presente
ActivoAñadir va / vä a la raíz flexiva.
Pasivo
Ejemplos

### Indicativo

#### Presente
FormaciónEl presente de indicativo no tiene marca especial, los sufijos personales (abajo) se añaden directamente a la raíz flexiva verbal.
| minä | sinä | hän  | me   | te   | he          |
| ---- | ---- | ---- | ---- | ---- | ----------- |
| -n   | -t   | [29] | -mme | -tte | -vat / -vät |
Excepto la tercera persona, el resto de los sufijos personales comprimen la raíz.
NegaciónSe forma con el verbo ei conjugado + la primera persona del singular de presente de indicativo del verbo en cuestión sin la n final.
Voz pasiva
Ejemplos

#### Pretérito imperfecto
FormaciónA la raíz flexiva se añade la marca del imperfecto i y el sufijo personal en este orden. La marca del pasado i provoca cambios vocálicos, cambios a los que hay que sumar la compresión consonántica siempre y cuando el sujeto sea de primera o segunda persona y haya una vocal corta o diptongo entre el sufijo personal y la(s) consonante(s) a comprimir.
NegaciónSe forma con el verbo ei debidamente conjugado + el participio pasado activo del verbo en cuestión.
Voz pasiva
NegaciónSe forma con el verbo ei debidamente conjugado + el participio pasado pasivo del verbo en cuestión.
Ejemplos

#### Pretérito perfecto
FormaciónVerbo ol/la conjugado en el presente de indicativo más el Participio pasado en singular o plural dependiendo de la persona.
NegaciónVerbo ei conjugado + ole + participio pasado en singular o plural.
Voz pasiva
Negación
Ejemplos

#### Pretérito pluscuamperfecto
FormaciónVerbo ol|la conjugado en el pretérito imperfecto de indicativo + el participio pasado en singular o plural dependiendo de la persona.
NegaciónVerbo ei conjugado + participio pasado de olla  en singular o plural + participio pasado en singular o plural.
Voz pasiva
Negación
Ejemplos

#### Futuro
No tiene. Se expresa con el presente.

### Condicional
FormaciónRaíz flexiva + isi + sufijo personal. isi modifica la vocales finales radicales.
Negaciónei conjugado + condicional afirmativo sin sufijo personal.
Voz pasiva
Negación
Ejemplos

#### Imperativo
FormaciónEl imperativo es especial en varios sentidos:
1. Carece de primera personal del singular (defectivo)
2. La marca del imperativo y el sufijo personal están fundidos de tal manera que no se puede decir donde termina la una y empieza el otro
3. Todas las personas excepto la segunda del singular se derivan directamente del primer infinitivo.
4. Se niega sin ei
5. El objeto directo definido no se marca (n)  para la primera y segunda persona.

|            | minä | sinä                        | hän                                        | me              | te        | se          |
| ---------- | ---- | --------------------------- | ------------------------------------------ | --------------- | --------- | ----------- |
| Afirmativo | -    | [ 30 ]                      | -koon -köön                                | -kaamme -käämme | -kaa -kää | -koot -kööt |
| Negativo   | -    | älä + imperativo afirmativo | äl\|köön                                   | äl\|käämme      | äl\|kää   | äl\|kööt    |
| Negativo   | -    | älä + imperativo afirmativo | + raíz del infinitivo sufijada con ko / kö |                 |           |             |

#### Potencial
Se usa raramente. 
FormaciónPartiendo del  participio pasado activo, cambiar el ut / yt final por e.
NegaciónSimilarmente al resto de casos, pasando el sufijo de persona del verbo en cuestión al verbo negativo ei.

#### Tener
A falta de verbo tener, el finés expresa la pertenencia con la siguiente estructura:
- Poseedor en adesivo (o inesivo) +
- Tercera persona del singular, presente de indicativo de ol|la:ser / estar, on +
- El / los objeto(s) poseído(s)

#### Irregulares
|      | ol\|la   |             | ei      |
| ---- | -------- | ----------- | ------- |
| minä | ole\|n   | -n          | e\|n    |
| sinä | ole\|t   | -t          | e\|t    |
| hän  | on       | -V          | ei      |
| me   | ole\|mme | -mme        | e\|mme  |
| te   | ole\|tte | -tte        | e\|tte  |
| he   | o\|vat   | -vat / -vät | ei\|vät |